# 奥山コーシンの日よういっぱい生ワイド
奥山コーシンの日よういっぱい生ワイド（おくやまこーしんのにちよういっぱいなまわいど）は1990年10月14日から1999年4月4日までSTVラジオで放送したラジオ番組。

## 概要
- 奥山コーシンの日よう朝から生ワイド（1989年4月9日 - 1990年10月7日）と「サンデージャンボスペシャル」（1970年10月11日 - 1990年10月7日）と箱番組を統合した生ワイド番組。
- 番組の公式ファンクラブ「かもめの会」があった。
- 後継番組は「サンデーパラダイスmu」→「みのや雅彦のサンデーパラダイス」→「サンデーパラダイス」に引き継ぐ。
- 2012年1月23日18時-21時に「STVラジオ魂スペシャル 月曜日でも日よういっぱい生ワイド!?」のタイトルで一夜限りの復活放送、1月28日土曜22時-23時には1時間に編集したものを放送。
- この番組が放送されていた時は『ウイークエンドバラエティ 日高晤郎ショー』と合わせ、STVラジオでは土日に540分の生放送番組を編成していた。
- この番組が放送されていた時、最後の30分は道内各局ローカル番組が放送されていた。しかし、年1回北桧山からの公開生放送の時は函館局はローカル番組を休止して、エンディングまで放送していた。

## 出演者
- 奥山コーシン[2]
- みのや雅彦（〜1992年9月、1996年4月（復帰）〜）
- 桂竹丸（1996年3月まで）
- 桂小つぶ（現・桂梅枝 (4代目)、1992年10月〜）
- 坂本咲子（1995年3月まで）
- 落合美穂（1995年4月〜1996年9月）
- 内山佳子（1996年10月〜）[3]

## 放送時間
| 期間                       | 放送時間            |
| -------------------------- | ------------------- |
| 1990年10月14日 - 1994年3月 | 日曜日 8:00 - 16:30 |
| 1994年4月 - 1999年4月4日   | 日曜日 8:00 - 17:00 |

## コーナー
8時台
- 今日の朝刊から
- 週間スポーツ情報
- 四季つれづれ（旅心つれづれ）（1993年10月〜）
- 日曜かもめ情報（1995年4月〜）

9時台
- 交通情報
- 朝のメロディー（1995年10月〜）
- すき間歳時記
- グルメ一番
- よもやま檜山

10時台
- 時代のキーワード
- ランランレポート（1993年4月〜1994年3月）
- リクエストしましょうあなたから（1994年4月〜）
- お国なまりで手形もエクボ（1994年4月〜）
- 日曜お天気情報
- 松山千春 風に乗せて（10:20 - 10:50）

11時台
- ラジオ世論調査
- コーシンの耳はパンのミミ（1991年10月〜1993年3月）
- コーシンの他人のふんどし（他人のブリーフ）（1993年4月〜1995年9月）
- お便りだけがたよりです（1996年4月〜）
- 宅配ランチサービス（1993年4月〜1995年3月）
- 212市町村グルメクイズ（1995年4月〜）
- ライオン サウンドNo.17・聖飢魔IIの電波帝国 （文化放送制作の30分枠、1992年3月まで）
- LION トーンNo.17・中村雅俊 夢の住む街（文化放送制作の30分枠、1992年4月〜1994年3月）
- 森口博子 ナンバショット!（文化放送制作の30分枠・LION枠、1994年4月〜）

12時台 - 16時台
- ニッサンサンデースペシャル（午後枠 北海道内の日産販売各社提供の長時間枠）
  - サンデー歌謡曲
  - みのや雅彦の日ようおもしろランド（〜1992年9月）
  - 桂小つぶの日ようおもしろランド（1992年10月〜1995年3月）
  - 桂小つぶの日産ランランルポ（1995年4月〜）
  - サンデーランキングBEST10
  - 芸能ひとつ鍋（〜1991年9月）
  - CMコピー塾（1991年10月〜1992年3月）
  - コーシンの商売繁盛講座（1992年4月〜1995年3月）
  - ことばの不思議（1994年4月〜1995年3月）
  - 日よういっぱい電話相談（1995年4月〜1996年3月）
  - コーシンのショートショート（1995年4月〜1996年3月）
  - コーシンの歌づくり夢づくり（1996年4月〜）
  - 落合美穂とお茶しませんか（1996年4月〜1996年9月）
  - コーシンの観察日記（1996年10月〜）
  - コーシンのことわざ講座（1996年10月〜）
  - 週刊ギャグニュース
  - 北海道人物伝（〜1993年10月）
  - 愛の破片タイム（1993年4月〜1994年3月）
  - 得だなレポート（1993年4月〜1993年9月）
  - 日ようグラフィティ（1993年10月〜）
  - 年代指定曲当てクイズ（〜1993年9月）
  - なぞっコタイム（1993年10月〜1996年3月）
  - コーシンみのやのふりむけば青春時代（1996年4月〜）
  - サンデーリクエスト
  - 中央競馬実況中継
  - 男と女の話（1994年10月〜）
  - コーシンのこだわりの1曲（1995年10月〜1996年3月）
  - コーシンの外和辞典（1995年4月〜1996年3月）
  - コーシンのQ盤アワー（1996年4月〜）
  - コーシンのゲームマーケット（1994年4月〜）
  - 歌手当てクイズ（1994年4月〜）
  - オロロンライン 留萌・北紀行（1994年4月〜1995年3月）
  - コーシンの取扱い注意（1995年4月〜1996年3月）
  - 日よういっぱい三人劇場（1996年4月〜）
  - 日本一短い××への手紙（1996年4月〜）
  - 見切り発車
  - 今日のまとめ
  - 明日に向かって立て
  - エンディング
    - 奥山が『夕日の沈む頃』を歌う。

- 日曜お天気情報（8時台、10時台、12時台、14時台、16時台）
- STVニュース（8時台、10時台、12時台、14時台）
- 地方局独自番組（16時台の最後30分）